# Ian D. McFarlane
Ian Dalrymple McFarlane (* 7. November 1915 in Newcastle upon Tyne; † 17. August 2002 in St Andrews) war ein britischer Romanist und neulateinischer Philologe.
Nach dem Besuch eines lycée in Marseille ging McFarlane zunächst an die Westminster School, um sich mit classics zu beschäftigen; im letzten Schuljahr wählte er jedoch moderne Sprachen. 1935 ging er an die Universität St Andrews und studierte moderne Sprachen. Das Studium schloss er 1938 ab. Danach trat er als Offizier in die Black Watch (Royal Highland Regiment) der British Army ein, er geriet 1940 bei Dünkirchen in deutsche Gefangenschaft, so dass er den Rest des Krieges als Kriegsgefangener verbringen musste. 1945 wurde er mit einem militärischen MBE ausgezeichnet und schied als Captain aus dem Armeedienst aus. Von 1945 bis 1947 war er Dozent am Gonville and Caius College, Cambridge, nahm dann jedoch ein Promotionsstudium an der Sorbonne auf. Nach seiner Rückkehr an das Gonville and Caius College wurde er dort 1956 zum senior tutor ernannt. 1961 ging er als Professor für französische Sprache und Literatur an die Universität St Andrews. 1971 wurde für ihn ein Lehrstuhl am Wadham College, Oxford eingerichtet, den er bis zu seiner Emeritierung 1983 innehatte. McFarlane war Fellow der British Academy und wurde auch sonst mehrfach ausgezeichnet. Einer seiner Schüler war Philip Ford.
McFarlane schrieb zu einer Vielzahl romanistischer Themen, insbesondere zur Literatur der Renaissance. Mit einer Monographie zu George Buchanan widmete er sich auch der schottischen Literatur der Renaissance. Die Beschäftigung mit der Renaissance-Literatur führte ihn zugleich zur neulateinischen Literatur. So wurde er auch Ausrichter des fünften internationalen Kongresses der International Association for Neo-Latin Studies 1982 in St Andrews und gilt im Vereinigten Königreich als Begründer der dortigen Neo-latin studies.

## Schriften (Auswahl)
Monographien
- Renaissance France, in: A Literary History of France. 6 Bde. Benn, London 1974.
- Buchanan. Duckworth, London 1981.
- Neo-Latin Poetry in Renaissance France. Bisher unveröffentlichtes Buchmanuskript.

Herausgeberschaften
- The Entry of Henri II into Paris, 16 June 1549. Binghamton (N.Y.) 1982.
- (Hrsg.): Acta Conventus Neo-latini Sanctandreani: Proceedings of the Fifth International Congress of Neo-latin Studies : St Andrews, 24 August to 1 September 1982. (= Medieval & Renaissance texts & studies, Band 38). Center for Medieval and early Renaissance studies, St Andrews 1981.
- Maurice Scève, Délie. Cambridge UP, Cambridge 1966.
- Pierre Corneille, Cinna ou La Clémence d'Auguste. Tragédie en 5 actes présentée par Ian McFarlane. Didier, Paris 1965.